# Jonathan Dove
Jonathan Dove (nacido el 18 de julio de 1959) es un compositor británico de ópera, obras corales, películas y música orquestal y de cámara. Ha creado una serie de ópera para la English Touring Opera y la City of Birmingham Touring Opera (hoy Birmingham Opera Company), incluyendo en 1990 una famosa adaptación en dos tardes para 18 intérpretes de El anillo del nibelungo de Wagner para CBTO. Fue director artístico del Spitalfields Festival de 2001 a 2006.

## Obras

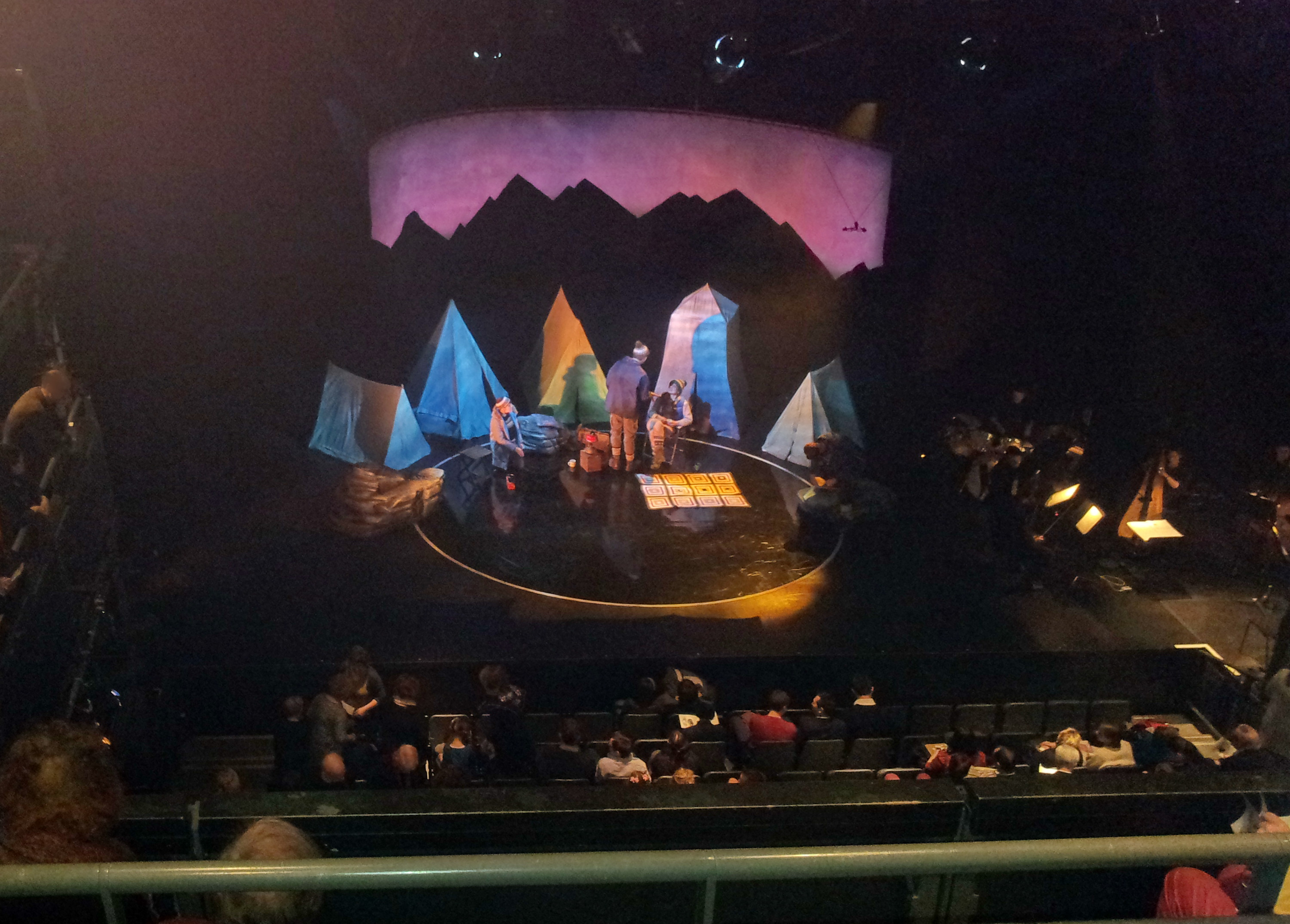
Swanhunter (2009), en una nueva producción en el Linbury Studio Theatre (ROH) en Londres, Avril 2015

### Óperas
- Hastings Spring (ópera de comunidad, 1990)
- Pig (ópera de cámara, 1992)
- Siren Song (ópera, 1994)
- Flight (Glyndebourne, 1998)
- Tobias and the Angel (ópera de iglesia, según libreto de David Lan, 1999)
- The Palace in the Sky (ópera de comunidad, 2000)
- L'altra Euridice (2002)
- When She Died... (Death of a Princess) (ópera para televisión, conmemorando el 5.º aniversario de la muerte de Diana, princesa de Gales) (2002)
- Man on the Moon (ópera para televisión, sobre Buzz Aldrin, segundo hombre que caminó sobre la Luna, y los efectos que esa experiencia tuvo sobre él y su matrimonio, 2006)
- Hear Our Voice (ópera de comunidad) junto con Matthew King (2006, libreto de Tertia Sefton-Green)[1]
- The Enchanted Pig (ópera para niños, 2006) Libreto de Alasdair Middleton, estrenada en Young Vic, Londres en diciembre de 2006
- The Adventures of Pinocchio (ópera, 2007) Libreto de Alasdair Middleton, fue un encargo de Opera North y Sadler's Wells Theatre, y se estrenó en el Gran Teatro de Leeds el 21 de diciembre de 2007.
- Kwasi & Kwame (ópera de cámara, 2007)
- Swanhunter, una ópera de cámara basada en la leyenda de Lemminkäinen, estrenada por Opera North a finales de 2009.
- Life is a Dream, una ópera plenamente desarrollada, con libreto de Alasdair Middleton, basada en La vida es sueño de Pedro Calderón de la Barca, estrenada por la Compañía de ópera de Birmingham en marzo de 2012.

### Otras obras
- The Passing of the Year (ciclo de canciones para doble coro y piano) (2000) siglo XX
- The Magic Flute Dances (concierto para flauta) (2000)
- Stargazer (un concierto para trombón escrito para Ian Bousfield)
- Köthener Messe, para coro y conjunto de cámara
- Out of Winter (ciclo de canciones)
- Seek Him that maketh the Seven Stars
- On Spital Fields (cantata de comunidad) (2005)
- Hojoki - "An Account of my Hut" (contratenor y orquesta)
- I am the day (Religioso - SATB)
- Ecce Beatam Lucem (compuesto para Ralph Allwood y el Curso Coral de Eton 1997[2])